# FK Auda
FK Auda er en fodboldklub fra Letland. Klubben spiller i den andet lettiske liga 1. līga og har hjemmebane på multiarenaen Audas stadions i byen Ķekava.

## Klub farver
- Grøn/hvid/sort.

| AUDA | AUDA | AUDA |

## Historiske slutplaceringer
| Sæson | Niveau | Liga       | Placering | Info  | Notering               |
| ----- | ------ | ---------- | --------- | ----- | ---------------------- |
| 2017  | 2.     | Pirma liga | 10.       | [ 1 ] |                        |
| 2018  | 2.     | Pirma liga | 5.        | [ 2 ] |                        |
| 2019  | 2.     | Pirma liga | 5.        | [ 3 ] |                        |
| 2020  | 2.     | Pirma liga | 2.        | [ 4 ] |                        |
| 2021  | 2.     | Pirma liga | 1.        | [ 5 ] | Oprykning til Virslīga |
| 2022  | 1.     | Virslīga   | 5.        | [ 6 ] |                        |
| 2023  | 1.     | Virslīga   | 3.        | [ 7 ] |                        |
| 2024  | 1.     | Virslīga   | 3.        | [ 8 ] |                        |

## Nuværende trup
Pr. 14. april 2025.
| Nr. | Land            | Position | Spiller             |
| --- | --------------- | -------- | ------------------- |
| 1   | Letland         | MM       | Rihards Matrevics   |
| 2   | Kroatien        | FO       | Tin Hrvoj           |
| 8   | Frankrig        | MI       | Kemehlo Nguena      |
| 9   | Bolivia         | AN       | Enzo Monteiro       |
| 4   | Cameroun        | MI       | Karl Gameni Wassom  |
| 5   | Elfenbenskysten | FO       | Bakary Diawara      |
| 6   | Letland         | FO       | Ralfs Kragliks      |
| 7   | Portugal        | MI       | Matheus Clemente    |
| 10  | Elfenbenskysten | AN       | Abdoul Kader Traoré |
| 11  | Nigeria         | AN       | Abiodun Ogunniyi    |
| 12  | Letland         | MM       | Roberts Ozols       |
| 14  | Letland         | MI       | Renars Varslavans   |

| Nr. | Land            | Position | Spiller               |
| --- | --------------- | -------- | --------------------- |
| 19  | Senegal         | MI       | Arona Fall            |
| 21  | Letland         | MI       | Deniss Melniks        |
| 27  | Letland         | FO       | Emils Birka           |
| 29  | Letland         | MM       | Niks Aleksandrovs     |
| 22  | Nigeria         | FO       | Alexander Ogunji      |
| 33  | Letland         | FO       | Jegors Novikovs       |
| 45  | Brasilien       | FO       | Rafael Pontelo        |
| 77  | Burkina Faso    | AN       | Ousmane Camara        |
| 79  | Elfenbenskysten | MI       | Ibrahim Pekegnon Kone |
| 71  | Letland         | AN       | Oskars Rubenis        |
| 99  | Haiti           | AN       | Stevenson Jeudi       |

## Trænere
- Eduards Štrubo;
- Jānis Dreimanis;
- Rihards Gorkšs;
- Jurģis Kalns;